# بيتر وايت (سياسي أمريكي)
بيتر وايت (بالإنجليزية: Peter White)‏ هو مصرفي وشخصية أعمال وسياسي أمريكي، ولد في 31 أكتوبر 1830 في الولايات المتحدة، وتوفي في 6 يونيو 1908 في نفس البلد. انتخب عضو مجلس ولاية ميشيغان وانتخب عضو مجلس نواب ميشيغان ‏.